# 第140師団 (日本軍)
第140師団（だいひゃくよんじゅうしだん）は、大日本帝国陸軍の師団の一つ。
太平洋戦争の末期、1945年（昭和20年）1月20日に帝国陸海軍作戦計画大綱が策定された結果、本土決戦（陸軍省コードネーム決号作戦、米軍コードネームダウンフォール作戦）に備えるべく急造が決定した54個師団の一つであり、そのうちの第一次兵備として、2月28日に編成された16個の沿岸配備師団の一つである。

## 沿革

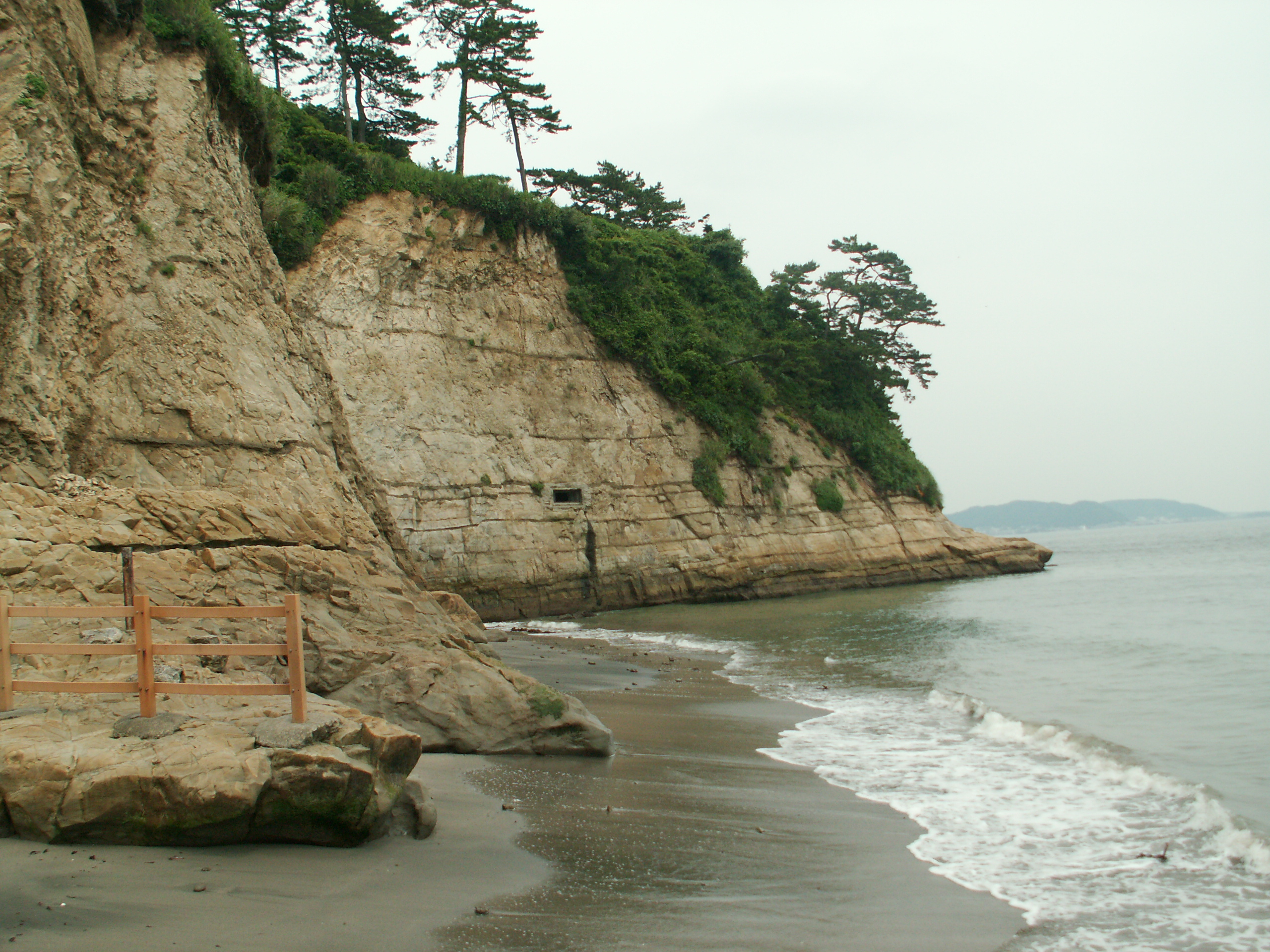
稲村ヶ崎に残る横穴陣地。第140師団麾下の部隊が構築したとされている

師団司令部は神奈川県鎌倉郡片瀬町（現・藤沢市片瀬）におかれた。「相模湾防衛」を主任務とする第53軍の麾下に入り湘南海岸から上陸する敵軍に対抗するために海岸線や付近の山林に多数の横穴陣地・トーチカを構築したが、急遽編成されたため火力は乏しかった。
第140師団が構築した陣地などの遺構は多数残存するようだが、終戦に伴い資料が焼却されたため不明な点が多い。開発などにより破壊された遺構も多く、地元の郷土史家や古老の体験談などによって断片的に伝えられているのが現状である。

## 師団概要

### 歴代師団長
- 物部長鉾 中将：1945年（昭和20年）4月1日 - 終戦

### 参謀長
- 吉村蔵五郎 中佐：1945年（昭和20年）4月1日 - 終戦[1]

### 最終所属部隊
- 歩兵第401連隊（東京）：平沢喜一大佐（司令部：鎌倉山）
- 歩兵第402連隊（甲府）：鈴木薫二大佐（司令部：千畳敷山）
- 歩兵第403連隊（佐倉）：菅原甚吉中佐（司令部：藤沢市）
- 歩兵第404連隊（溝ノ口）：立花啓一大佐（司令部：御所見村（現：藤沢市御所見）
- 第140師団砲兵隊
- 第140師団速射砲隊
- 第140師団輜重隊
- 第140師団通信隊
- 第140師団兵器勤務隊
- 第140師団野戦病院